# Lipidhölje

Schematisk bild av ett virus med lipidhölje. Bilden visar ett
Cytomegalovirus

Lipidhölje är ett yttre hölje som finns hos många virus, exempelvis influensavirus. Lipidhöljet omger virusets proteinskal, som benämnes kapsel eller kapsiden.
Lipidhöljet består av ett lipidmembran vilket avknoppats från värdcellen, höljet består av fett och kolhydrater från värdcellen tillsammans med viruskodade glykoproteiner. Lipidhöljet hjälper viruset att tränga in i nya värdceller. Glykoproteinerna på höljets utsida gör att viruset kan identifiera och fästa sig vid receptorerna på den nya värdcellens membran. Membranen smälter sedan samman och kapsiden kan tränga in i och infektera värden. 
Virus med lipidhölje kallas höljevirus, medan virus som har kapseln som yttre skal och saknar hölje, kallas nakna virus.
Höljevirus är inte lika tåliga som nakna virus. De kan inte överleva utan fukt, vilket innebär att de inte kan smitta genom torr kroppskontakt utan överförs direkt från värd till värd främst genom kroppsvätskor som saliv. De är känsliga för värme och rengöringsmedel, smitta orsakad av höljevirus motverkas exempelvis genom desinfektion med sprit, vilken slår ut virusets fetthölje.